# Teryl Rothery

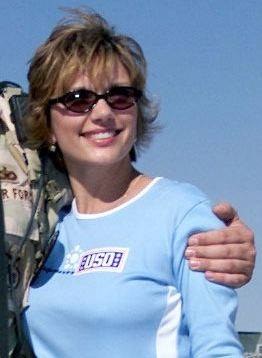
Teryl Rothery während eines USO-Besuches (2001)

Teryl Rothery (* 9. November 1962 in Vancouver, British Columbia) ist eine kanadische Schauspielerin und Synchronsprecherin, bekannt durch ihre Rolle der Dr. Janet Fraiser in der Fernsehserie Stargate – Kommando SG-1.

## Leben und Karriere
Teryl Rothery startete ihre Schauspielkarriere mit dreizehn Jahren, als sie in dem Musical Bye Bye Birdie mitspielte. Ihre erste Schauspiel-Rolle hatte sie 1987 in einer Folge der Fernsehserie Stingray. Danach spielte sie zum Beispiel 1994 an der Seite von Roger Moore und Malcolm McDowell im Thriller Der Mann, der niemals starb.
Zusätzlich wirkt sie auch als Synchronsprecherin. In der kanadischen Version der Anime-Serie Dragonball sprach sie unter anderem die Mai. In Ranma ½ und den zugehörigen OVA-Filmen sprach sie die Kodachi Kuno.
Nach Auftritten in diversen Fernsehfilmen hatte sie 1994 eine kleinere Rolle in dem Kinofilm André. Eine größere Bekanntheit erlangte sie ab 1997 mit ihrer Rolle der Dr. Janet Fraiser in der US-Science-Fiction-Fernsehserie Stargate – Kommando SG-1, die sie von Beginn der Serie bis zum Ende der siebten Staffel innehatte. Für eine Paralleluniversum-Folge der neunten Staffel kehrte sie 2006 für einen Gastauftritt zurück.
Neben Folgenauftritten in verschiedenen kanadischen und US-Fernsehserien wie Akte X – Die unheimlichen Fälle des FBI, Outer Limits – Die unbekannte Dimension, Dead Zone oder Eureka – Die geheime Stadt war sie weiterhin als Synchronsprecherin tätig. So sprach Rothery in den englischsprachigen Versionen von Hilfe! Ich bin ein Fisch und Ein Cosmo & Wanda Movie: Werd’ erwachsen Timmy Turner!.
Wiederkehrend war Rothery in der Küstenwache-Serie The Guard als Gwen, in der Battlestar-Galactica-Prequel-Serie Caprica als Evelyn sowie als Layne Monroe in Hellcats zu sehen.
Im Oktober 2008 wurde Rothery Mutter einer Tochter.

## Filmografie (Auswahl)
- 1986: Dragon Ball (Doragon Bōru, 10 Folgen, Stimme)
- 1987: Stingray (Folge 2x06)
- 1989: Ranma ½ (Ranma ni-bun no ichi, 4 Folgen, Stimme)
- 1992: Todsünden (Mortal Sins, Fernsehfilm)
- 1994: Der Mann, der niemals starb (The Man Who Wouldn’t Die)
- 1994: André
- 1994: M.A.N.T.I.S. (Folge 1x05)
- 1994: Akte X – Die unheimlichen Fälle des FBI (The X-Files, Folge 2x11)
- 1996, 1997: Outer Limits – Die unbekannte Dimension (The Outer Limits, 2 Folgen, verschiedene Rollen)
- 1997: Mein Chef: Das Schwein! (Badge of Betrayal, Fernsehfilm)
- 1997: Masterminds – Das Duell (Masterminds)
- 1997: Viper (Folge 2x10)
- 1998: Die unschuldige Mörderin (I Know What You Did, Fernsehfilm)
- 1997–2004, 2006: Stargate – Kommando SG-1 (Stargate SG-1, 75 Folgen)
- 2000: First Wave – Die Prophezeiung (First Wave, Folge 2x17)
- 2000: Hilfe! Ich bin ein Fisch (Hjælp, jeg er en fisk, Stimme)
- 2002: Glory Days (Folge 1x01)
- 2003: Insects – Die Brut aus dem All (Threshold, Fernsehfilm)
- 2002–2003: Jeremiah – Krieger des Donners (Jeremiah, 3 Folgen)
- 2004: Dead Like Me – So gut wie tot (Dead Like Me, 3 Folgen)
- 2004: The Collector (Folge 1x08)
- 2004: Huff – Reif für die Couch (Huff, Folge 1x01)
- 2004, 2009: Smallville (2 Folgen, verschiedene Rollen)
- 2005: Dead Zone (Folge 4x08)
- 2006–2009: Kyle XY (11 Folgen)
- 2007: Coffee Diva (Kurzfilm)
- 2007: Psych (Folge 1x11)
- 2007, 2015: Supernatural (2 Folgen)
- 2007: Whisper
- 2007: Babylon 5 – Vergessene Legenden: Stimmen aus dem Dunkel (Babylon 5: The Lost Tales)
- 2007: Eureka – Die geheime Stadt (Eureka, Folge 2x10)
- 2008–2009: The Guard (12 Folgen)
- 2009: Alice im Wunderland (Alice, Fernsehzweiteiler)
- 2010: Caprica (7 Folgen)
- 2010: Eine total verrückte Bescherung (Battle of the Bulbs, Fernsehfilm)
- 2010–2011: Hellcats (9 Folgen)
- 2011: Ein Cosmo & Wanda Movie: Werd’ erwachsen Timmy Turner! (A Fairly Odd Movie: Grow Up, Timmy Turner!, Fernsehfilm)
- 2011: Gregs Tagebuch 2 – Gibt’s Probleme? (Diary of a Wimpy Kid: Rodrick Rules)
- 2012: The Killing (Folge 2x01)
- 2012: Cosmo & Wanda – Ziemlich verrückte Weihnachten (A Fairly Odd Christmas, Fernsehfilm)
- 2012: Flicka 3 – Beste Freunde (Flicka: Country Pride)
- 2013–2015: Cedar Cove – Das Gesetz des Herzens (Cedar Cove, 35 Folgen)
- 2013, 2017–2018: Arrow (7 Folgen)
- 2016: Anleitung zum Verlieben (Dater’s Handbook, Fernsehfilm)
- 2016: All for Love (Fernsehfilm)
- 2016: Stop the Wedding (Fernsehfilm)
- 2016–2017: Travelers – Die Reisenden (Travelers, 6 Folgen)
- 2017: Weihnachten im Bramble Haus (A Bramble House Christmas, Fernsehfilm)
- 2017: Geteilte Weihnacht (Christmas Getaway, Fernsehfilm)
- 2017: Rogue (Folge 4x02)
- 2017–2024: The Good Doctor (24 Folgen)
- 2018: Mit Liebe zum Mord – Die tote Studentin (Aurora Teagarden Mysteries: The Disappearing Game, Fernsehfilm)
- 2018: Chesapeake Shores (4 Folgen)
- 2018: Road to Christmas (Fernsehfilm)
- 2018: Santa's Boots (Fernsehfilm)
- 2019: Valentine in the Vineyard (Fernsehfilm)
- 2019: Morning Show Mysteries: A Murder in Mind (Fernsehfilm)
- 2019: Sweet Mountain Christmas (Fernsehfilm)
- 2019: A Christmas Duet (Fernsehfilm)
- 2019: Holiday Date (Fernsehfilm)
- 2019–2021: Nancy Drew (10 Folgen)
- seit 2019: Virgin River
- 2020: Christmas with a Crown – Ein Prinz zu Weihnachten (Christmas with a Crown, Fernsehfilm)
- 2020, 2022: Upload (3 Folgen)
- 2021: Sweet Carolina (Fernsehfilm)
- 2021: The Christmas House 2: Deck Those Halls (Fernsehfilm)
- 2022: Francesca Quinn, P.I. (Fernsehfilm)
- 2023: Made for Each Other (Fernsehfilm)
- 2023: My Christmas Hero (Fernsehfilm)
- 2023: Miracle in Bethlehem, PA (Fernsehfilm)

## Auszeichnungen und Nominierungen
Leo Award
- 2004: Nominierung als Beste Nebendarstellerin einer Fernsehserie (Dramatic Series: Best Supporting Performance by a Female) für die Folge Das Rettungsboot (Lifeboat) (7x06) von Stargate – Kommando SG-1
- 2004: Nominierung als Beste Gastdarstellerin einer Fernsehserie (Dramatic Series: Best Guest Performance by a Female) für die Folge The Medium (1x08) von The Collector
- 2008: Nominierung als Beste Darstellerin in einem Kurzfilm (Best Performance by a Female in a Short Drama) für Coffee Diva
- 2009: Nominierung als Beste Nebendarstellerin einer Fernsehserie (Best Supporting Performance by a Female in a Dramatic Series) für die Folge Sound of Loneliness (2x03) von The Guard